# Nemisee
Der Nemisee (italienisch Lago di Nemi) ist ein See in den Albaner Bergen Mittelitaliens, rund 30 km südöstlich von Rom. Er ist ein Kratersee im vulkanischen Komplex des Vulcano Laziale.
Durch den Monte Cavo wird der Nemisee vom benachbarten Albaner See getrennt.
Der See gehört zur Markung der Gemeinde Nemi. Das südwestliche Seeufer grenzt an die Gemeinde Genzano.

## In der Antike

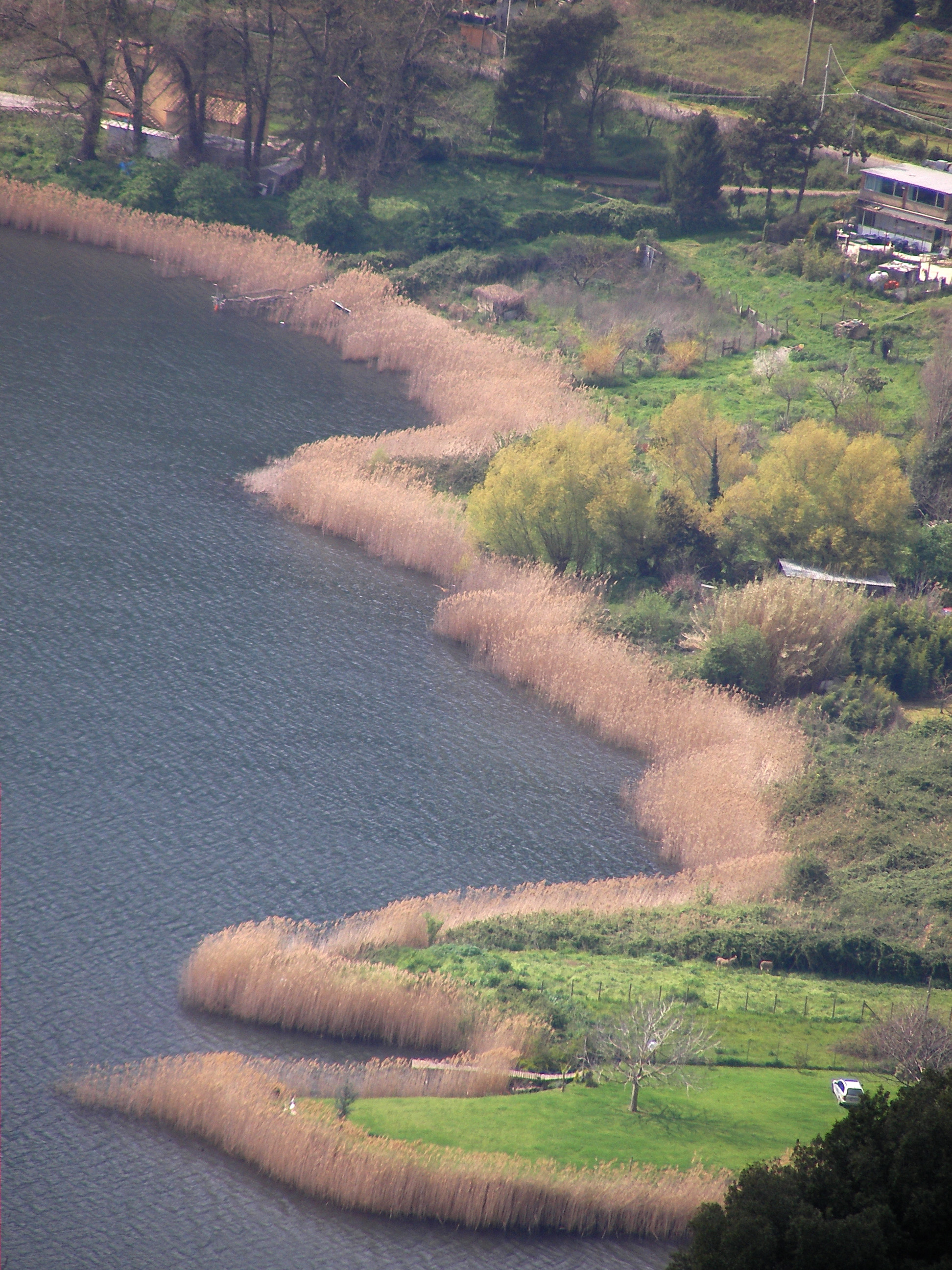
Lago di Nemi, gesehen von Nemi

In antiker Zeit war das unterhalb der heutigen Ortschaft Nemi gelegene Heiligtum der Diana Nemorensis eine bedeutende Kultstätte. Der See entwickelte sich zudem zu einem Erholungsgebiet reicher Römer und ringsum wurden zahlreiche Villen erbaut, darunter eine für Julius Cäsar. 
Der römische Kaiser Caligula (37–41 n. Chr.) ließ zu seinem Privatvergnügen und für kultische Zwecke zwei Prunkschiffe, die Nemi-Schiffe, am See konstruieren. Wie lange diese Riesenbarken auf dem See im Einsatz waren, ist ungeklärt. Sie müssen jedoch kurze Zeit nach dem Sturz Caligulas gesunken oder versenkt worden sein.

## Der Entwässerungstunnel
Vermutlich bereits in vorrömischer Zeit wurde von den Bewohnern von Ariccia ein Tunnel durch die südwestliche Kraterwand gegraben, um damit den Spiegel des Nemisees zu senken und das eigene Tal zu bewässern. So wurde Ackerland sowohl im Nemi-Krater als auch im Tal von Ariccia, ebenfalls ein erloschener Vulkankrater, gewonnen. Der Tunnel war ein technisches Meisterwerk von 1653 m Länge und einem Gefälle von 12,63 m, das zu Beginn mit hölzernen, nach dem Ausbau in römischer Zeit mit marmornen Filtern geschützt war. Zur Zeit der Nemi-Schiffe wurde der See wahrscheinlich noch weiter abgesenkt, um die Wasseroberfläche zu beruhigen, da die Schiffe mit ihren steinernen Aufbauten empfindlich gegen Wellengang waren. Im Mittelalter verfiel der Tunnel. Er wurde jedoch ab 1927 wieder instand gesetzt, um durch ihn das Wasser des Sees abzupumpen und so die antiken Schiffe wieder freizulegen.